# Nakajima J1N
Il Nakajima J1N Gekko (月光? Chiarore di Luna, nome in codice alleato Irving) era un bimotore multiruolo ad ala bassa sviluppato congiuntamente dalle aziende giapponesi Mitsubishi e Nakajima Hikōki KK nei primi anni quaranta.
Impiegato dalla Dai-Nippon Teikoku Kaigun Kōkū Hombu, il servizio aeronautico della Marina imperiale giapponese, nei ruoli di ricognitore a lungo raggio e caccia notturno durante seconda guerra mondiale.

## Storia
Durante le prime fasi della seconda guerra sino-giapponese, le missioni di bombardamento effettuate dai reparti dell'aviazione di marina giapponese in territorio cinese risultarono difficoltose a causa dell'impossibilità di disporre di caccia con autonomia sufficiente a scortare i bombardieri fino agli obiettivi prefissati. Il principale modello in dotazione era il Mitsubishi G3M "Nell", bimotore che poteva contare su un'autonomia di 4 400 km contro i soli 1 200 dei caccia maggiormente utilizzati in questo ruolo, i Mitsubishi A5M "Claude". Per ovviare al problema lo Stato Maggiore della Marina imperiale (Kaigun Kōkū Honbu) emise una specifica, nel 1938, per la fornitura di un nuovo modello di caccia di scorta a lungo raggio bimotore, capace di avere una manovrabilità sufficiente per competere con i monomotori ed in grado di raggiungere una velocità pari a 520 km/h, con un'autonomia di 2 400 km in condizioni normali, aumentabile a 3 700 km ed equipaggiato con un armamento costituito da cannoncini aeronautici calibro 20 mm e mitragliatrici calibro 7,7 mm in postazioni offensive e difensive. Alla richiesta risposero la Mitsubishi e la Nakajima, iniziando nel marzo 1939 lo sviluppo del progetto designato 13-Shi. La prima era comunque già impegnata nello sviluppo di altri modelli che avevano la priorità per cui dopo la prima fase di sviluppo questa venne assunta dalla Nakajima. Dopo la creazione di un mockup in legno la commissione della marina, dopo aver esaminato il progetto, diede la sua approvazione disponendo la costruzione un prototipo per le valutazioni comparative.

### Sviluppo
Il prototipo, che prevedeva un equipaggio di tre membri, uscì dalla fabbrica nel marzo 1941, equipaggiato con una coppia di motori Nakajima Sakae 21/22, dei radiali 14 cilindri doppia stella da 1 130 CV (831 kW), rispettivamente a rotazione destrorsa e sinistrorsa. L'armamento consisteva in un cannoncino automatico Type 99 modello 1 calibro 20 mm più sei Type 97 calibro 7,7 mm, quattro di queste ultime inserite a coppie in due torrette a comando idraulico. Portato in volo per la prima volta il 2 maggio 1941, pur dimostrando buone caratteristiche di base risultò non possedere una sufficiente manovrabilità, problema parzialmente ovviato nel secondo prototipo realizzato. I due esemplari vennero consegnati ai reparti nel successivo agosto per le prove in condizioni operative risultando però inferiori alle aspettative: l'impianto motore risultava non del tutto affidabile e le torrette, aumentando la massa complessiva, riducevano considerevolmente le prestazioni previste dal modello in fase progettuale. Inoltre ad un confronto diretto con un caccia monomotore, un Mitsubishi A6M2, le prestazioni risultarono inferiori in quasi tutti gli aspetti.
Le autorità militari considerarono quindi il modello inadatto al ruolo previsto originariamente tuttavia, dato che le prove comparative dimostrarono che i prototipi erano in grado di raggiungere la stessa velocità massima, consigliarono di avviarne un ulteriore sviluppo di una sua variante alleggerita destinata alla ricognizione aerea. Le modifiche al progetto originale furono indirizzate con particolare attenzione alla riduzione del peso complessivo e di una maggiore affidabilità: la capacità dei serbatoi di combustibile venne ridotta dagli originali 2 270 L a 1 700 L e tutte le attrezzature non ritenute necessarie al nuovo ruolo, comprese le torrette, vennero rimosse. Si intervenne anche sulla motorizzazione sostituendo il Sakae-21, che aveva creato i problemi di affidabilità, con un secondo -22. Per non diminuire eccessivamente le capacità del modello venne prevista la possibilità di agganciare due serbatoi addizionali da 330 L ciascuno sotto la fusoliera, in posizione centrale. La versione così modificata venne identificata come J1N1-C, nota anche con la designazione "lunga" aereo da ricognizione per la marina Tipo 2 modello 11.
La priorità era tuttavia indirizzata alla costruzione di velivoli da caccia così il tasso di produzione del modello risultò piuttosto basso, con solo 54 J1N1-C, prototipi compresi, realizzati nel periodo tra l'aprile 1942 ed il marzo 1943. In seguito il modello venne sottoposto ad una serie di aggiornamenti al fine di un migliore adattamento a diversi ruoli, tra i quali aerosilurante e bombardiere in picchiata, e ridesignato J1N1-R. Alcuni esemplari vennero equipaggiati con la torretta già adottata dal bombardiere Nakajima G5N "Shinzan" ed armata con un cannoncino aeronautico Type 99 modello 1 calibro 20 mm identificata come J1N1-R modello 12.

#### La conversione a caccia notturno
Nella primavera del 1943, l'ufficiale pilota Yasuna Kozono （小園 安名） comandante del 251º Kokutai basato presso l'aeroporto di Rabaul, in Nuova Britannia, suggerì ai suoi superiori di installare un cannoncino calibro 20 mm nella fusoliera per utilizzarlo come caccia notturno. Benché non fosse stato autorizzato ad effettuare la modifica, il comandante Kozono ordinò al personale tecnico di avviare la conversione di un J1N1-C per testare la sua intuizione in condizioni operative. Invece che installare una sola arma posizionata in caccia vennero installati all'altezza della postazione dietro la cabina di pilotaggio quattro Type 99 modello 2 Kai da 20 mm con un angolo di 30° rispetto all'asse del velivolo, due sparanti verso l'alto e due verso il basso, una configurazione simile a quella adottata su alcuni modelli tedeschi identificata come Schräge Musik. Tale soluzione avrebbe permesso l'avvicinamento ai bombardieri nemici da una posizione più favorevole sfruttando gli angoli ciechi nell'armamento di difesa avversario. In poco tempo il modello così modificato, successivamente identificato come la designazione J1N1-C KAI, riuscì ad abbattere due Consolidated B-24 Liberator USAAF dimostrando così l'efficacia delle intuizioni di Kozono. Il successo dell'operazione, assieme alle conoscenze necessarie per la costruzione di caccia notturni, convinse il quartier generale della marina ad emettere un ordine per convertire il progetto originale in una variante adatta all'intercettazione dei velivoli da bombardamento statunitensi.
La costruzione della nuova variante, identificata come J1N1-S "Gekko" (chiarore di Luna) "modello 11", ebbe inizio nell'agosto 1943 ed il tasso di produzione nello stabilimento di Koizumi, a causa dell'impellente necessità di questo tipo di velivolo, aumentò sensibilmente passando dai 54 esemplari dei primi dodici mesi a 181 unità realizzate tra l'aprile 1943 ed il marzo 1944, nella maggior parte la variante da caccia notturna. Prima che la produzione cessasse, con l'ordine evaso completamente per il dicembre 1944, venne emesso un altro ordine di fornitura per 240 unità alle quali vennero applicate delle modifiche alla parte centrale della fusoliera, ottimizzandone l'aerodinamica non necessitando più del rigonfiamento centrale della postazione del terzo membro dell'equipaggio. L'esperienza in combattimento dimostrò che le armi inferiori risultavano inefficaci e ben presto vennero rimosse: quest'ulteriore variante venne identificata come J1N1-Sa "Gekko", "modello 11A".
La maggior parte dei J1N1-Sa ed alcuni J1N1-S vennero equipaggiati con apparati radar con l'antenna collocata all'apice anteriore della fusoliera, così come sempre nel naso alcuni vennero equipaggiati di un piccolo proiettore. Qualche esemplare adottava, al posto di questi ultimi, un cannoncino aeronautico Type 99 modello 2 calibro 20 mm in caccia.
Durante le missioni operative il "Gekko" confermò la sua efficacia nell'intercettazione dei B-24 Liberator ma, a causa della massima velocità raggiungibile, raramente poteva esserlo altrettanto nei confronti dei più moderni Boeing B-29 Superfortress.
La produzione del J1N venne interrotta nel dicembre 1944.

### Impiego operativo

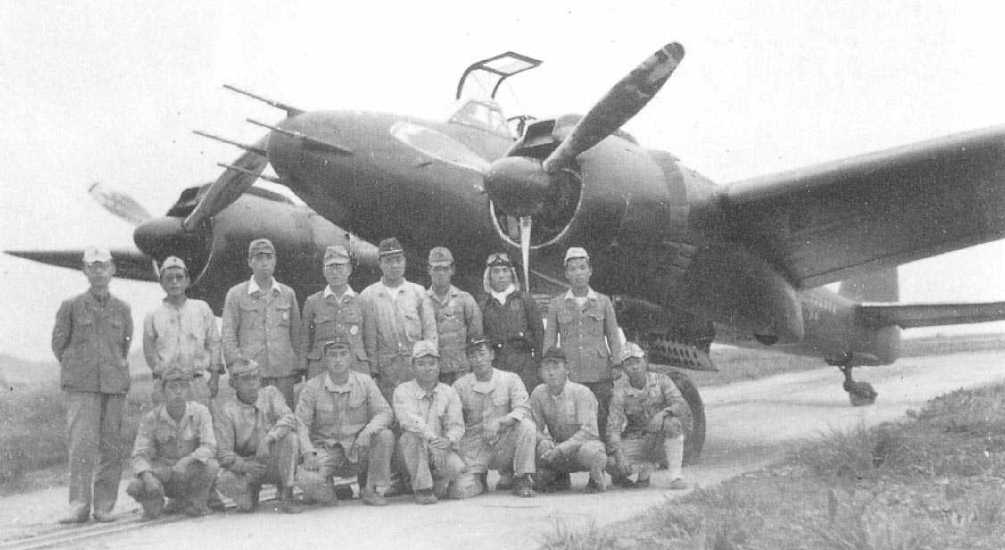
Nakajima J1N1-S.

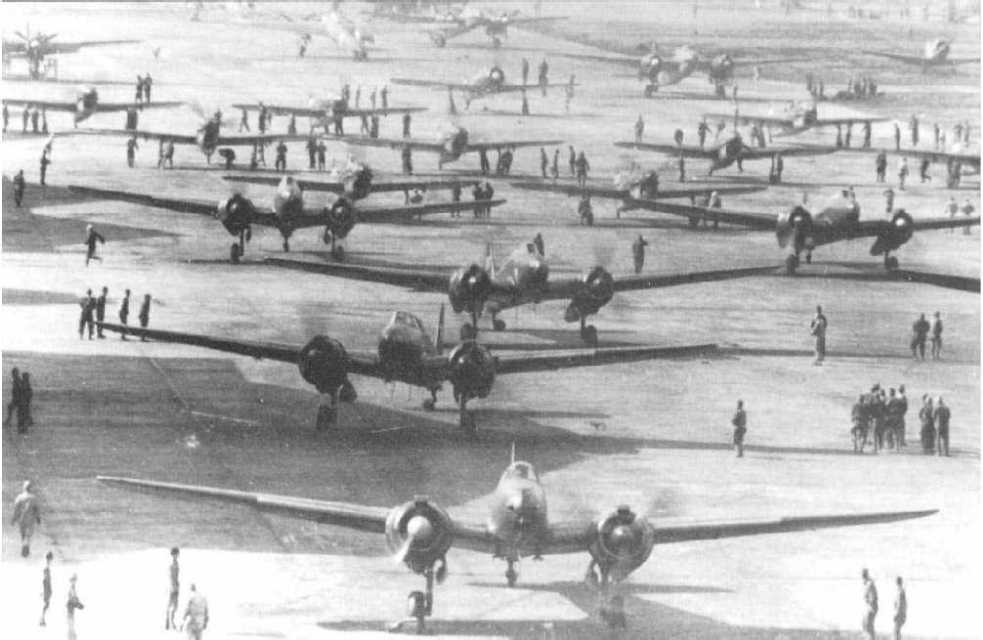
Un gruppo di Nakajima J1N mentre riscaldano i motori prima del decollo.

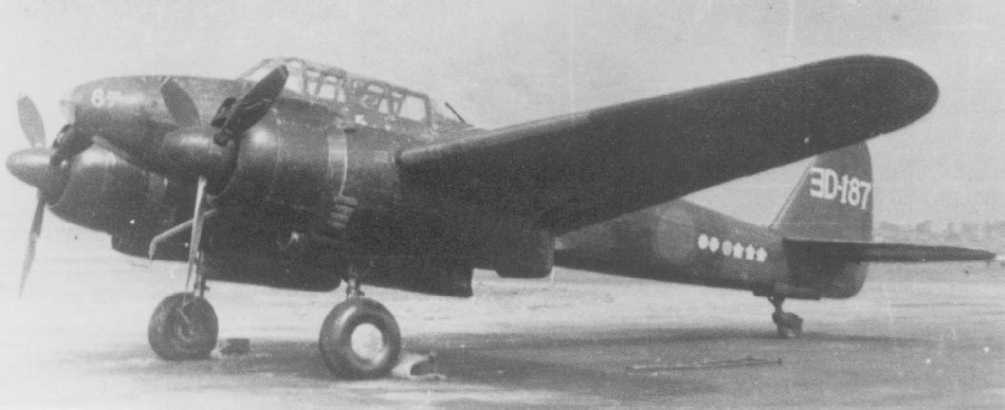
Nakajima J1N1-S.

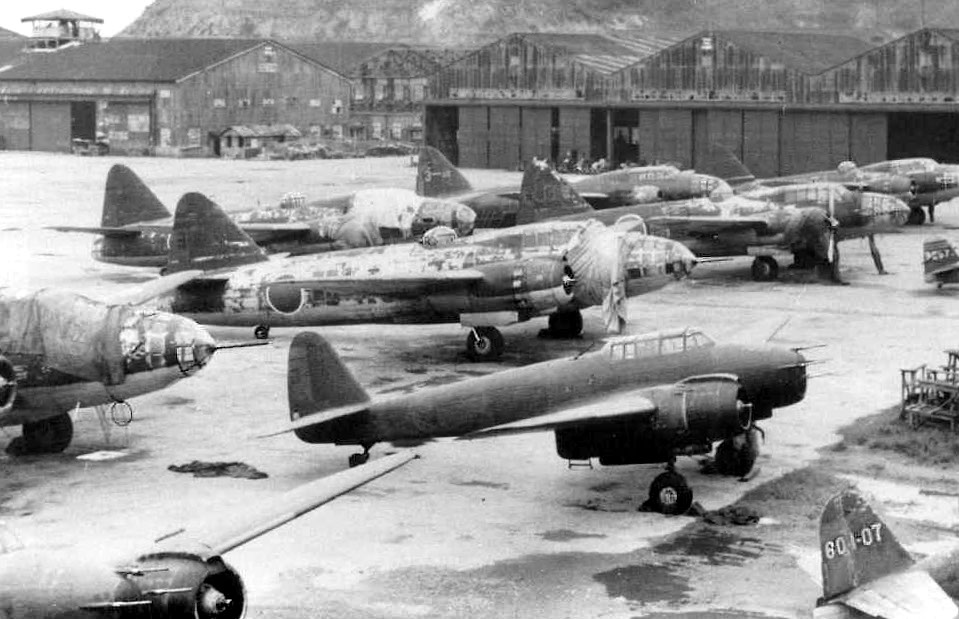
J1N1-S presso l'aeroporto di Yokosuka (in primo piano) attorniato da bombardieri Mitsubishi G4M; nella parte inferiore si intravede il naso di un secondo J1N1-S. L'immagine è stata scattata nel 1945 dopo la resa del Giappone.

Il J1N1-C cominciò ad essere consegnato al Tainan Kokutai, reparto di ricognizione aerea della Marina imperiale basato presso l'aeroporto di Lae, nell'omonimo atollo, dall'aprile 1942 per essere testato in condizioni operative, con il compito di pattugliare la zona del Mar dei Coralli, del Golfo di Papua nelle vicinanze di Port Moresby ed al largo della costa settentrionale dell'Australia. Venne in contatto per la prima volta con l'aviazione alleata il 2 agosto successivo, quando un gruppo durante un volo di ricognizione sul Golfo di Papua accidentalmente incrociò un gruppo di bombardieri statunitensi scortati da caccia Bell P-39 Airacobra. Nello scontro che ne seguì uno dei velivoli giapponesi venne abbattuto ed in quell'occasione l'intelligence alleata, ritenendolo un caccia, gli assegnò il nome in codice "Irving", ovvero un nome maschile come da convenzione invece di uno femminile come previsto per identificare i ricognitori. Il secondo esemplare venne perso il 14 settembre in circostanze poco chiare. Il terzo J1N1-C venne gravemente danneggiato durante la successiva missione di ricognizione diurna effettuata per determinare gli effetti dell'attacco all'aeroporto Henderson a Guadalcanal effettuati dagli incrociatori da battaglia Kongō ed Haruna del 14 ottobre 1942. Il velivolo, benché gli statunitensi lo considerarono abbattuto, riuscì a raggiungere la base pur con il motore di destra non più funzionante effettuando un atterraggio di emergenza. Non molto tempo dopo il Tainan Kokutai, ed i velivoli ad esso assegnati, venne trasferito all'interno delle Isole del Giappone.
Ben presto l'unità venne ribattezzata 251º Kokutai ed assegnata a Rabaul, equipaggiata con nove J1N1-C, due dei quali sono stati trasformati in caccia notturni per iniziativa del proprio comandante. Durante le missioni di caccia notturna, benché uno dei due esemplari convertiti rimase distrutto il risultato complessivo fu molto favorevole con sei bombardieri USAAF abbattuti. Dopo la riconversione del reparto, da unità da caccia ad unità di caccia notturna, i Mitsubishi A6M2 in dotazione vennero ritirati per essere sostituiti dai J1N1-C, tuttavia dei 24 esemplari inizialmente previsti raggiunsero il 251º Kokutai solamente nove velivoli.
Nei giorni 17 e 18 febbraio 1944, durante la missione di bombardamento partito da una portaerei statunitense i velivoli alleati riuscirono ad abbattere un J1N1-C in volo, a danneggiarne pesantemente due e distruggerne gli altri sei a terra. In seguito i due sopravvissuti vennero riparati ed integrati da altri otto esemplari, quindi l'unità venne nuovamente riorganizzata e definitivamente inclusa nel 153º Kokutai.
La prima unità dotata della versione da caccia notturna J1N1-S Gekko fu il 321º Kokutai, la quale era previsto fosse composta da 70 esemplari, cifra che non riuscì però mai ad essere raggiunta. Generalmente la dotazione del 321º Kokutai fu di 24 macchine, una parte delle quali erano conversioni dei J1N1-C da ricognizione. L'unità è stata divisa in due Hirotai con basi nelle isole Tinian e Saipan. Durante i raid aerei statunitensi che decollavano dagli aeroporti tutti gli esemplari di base nell'isola di Saipan vennero distrutti. Al momento dello scioglimento dell'unità erano solo quattro i Gekko ancora in condizioni operative. I piloti dell'unità sono riusciti a distruggere solo un bombardiere USAAF.
Nel maggio 1944 iniziarono le consegne del J1N1-S Gekko ai reparti basati sulle isole Marianne, Filippine e nella penisola malese, impiegati per intercettare i bombardieri statunitensi che effettuavano missioni nei territori controllati dalla flotta giapponese. Il profilo di missione prevedeva che gli equipaggi dei Gekko sganciassero bombe illuminanti al fosforo le quali, esplodendo nelle formazioni di velivoli avversari, dovevano romperle allontanando i bombardieri uno dall'altro facilitandone il loro abbattimento.
Nella seconda metà del 1944 la maggior parte dei Gekko vennero rispiegati nelle isole del Giappone per difendere il territorio interno dai raid dei bombardieri USAAF. Equipaggiando opportunamente i J1N1-S con radar FD-2 gli equipaggi giapponesi poterono sviluppare una nuova tattica dove questi avevano il compito di pattugliare il cielo notturno come una stazione radar volante ed avvertire via radio le basi a terra di eventuali avvicinamenti da parte di formazione nemiche di bombardieri. I velivoli in dotazione ai reparti incaricati delle intercettazioni erano i Mitsubishi J2M, appositamente sviluppati per questo compito.
Nonostante la significativa efficacia dei cannoncini calibro 20 mm contro obbiettivi navali e terrestri i velivoli vennero modificati mantenendo solo quelli che erano posizionati nella parte superiore della fusoliera, scelta tecnica motivata dalla necessità di diminuire la massa complessiva del modello in funzione di aumentare velocità di salita e quota di tangenza massima, parametri che incidevano sull'efficacia degli attacchi aerei sui bombardieri.
Dall'aprile 1945 tutti i J1N che difendevano le isole del Giappone ancora in condizioni di volo vennero ulteriormente modificati, equipaggiati con due bombe da 250 kg ciascuna ed assegnati a missioni kamikaze fino al termine del conflitto, cosa che ridotto drasticamente il numero di esemplari sopravvissuti alla guerra. Tre vennero nascosti nell'aeroporto montano di Taiwan, poi catturati dall'esercito cinese, mentre altri quattro vennero requisiti dalle truppe statunitensi quindi trasportati in patria, uno dei quali entrato a far parte della collezione dello Steven F. Udvar-Hazy Center, sezione staccata del National Air and Space Museum (NASM) dell'Smithsonian Institution.
Nel museo americano si trova l'unica macchina Gekko esistente al mondo.

## Versioni
J1N1prototipo della versione caccia di scorta non avviata alla produzione.
J1N1-Cvariante da ricognizione a lungo raggio avviata alla produzione in serie.
J1N1-C KAIprima variante caccia notturno, conversione della J1N-C.
J1N1-Rsuccessivamente ridesignato J1N1-F.
J1N1-S "Gekko"versione caccia notturno.
J1N1-Sasimile alla versione J1N1-S ma equipaggiato con cannoncini aeronautici addizionali calibro 20 mm.

## Utilizzatori
Giappone
- Dai-Nippon Teikoku Kaigun Kōkū Hombu